# 부초 이야기
《부초 이야기》(浮草物語, A Story Of Floating Weeds)는 일본에서 제작된 오즈 야스지로 감독의 1934년 무성 영화이다. 사카모토 타케시 등이 주연으로 출연하였다. 키네마 준보 영화상을 수상했다.

## 출연

### 주연
- 사카모토 타케시
- 리다 초우코

### 조연
- 미츠이 코지
- 야구모 리에코
- 츠보우치 요시코
- 아오키 토미오
- 타니 레이코
- 야구모 에미코

## 기타
- 원작자: 오즈 야스지로